# Кільце головних ідеалів
Кільце головних ідеалів — асоціативне кільце R з одиницею, в якому всі ліві і праві ідеали є головними, тобто мають вигляд Ra і aR, відповідно, де {\displaystyle a\in R}. Кільце головних ідеалів без дільників нуля називається областю головних ідеалів.

## Приклади
- Кільце цілих чисел;
- Кільце многочленів F[х] над полем F;
- Довільне евклідове кільце є областю головних ідеалів. Зворотне твердження невірне. Наприклад кільце {\displaystyle \mathbb {Z} \left[{\frac {1+{\sqrt {-19}}}{2}}\right]} є областю головних ідеалів але не є евклідовим кільцем.

## Властивості
- Комутативне кільце головних ідеалів є прямою сумою областей головних ідеалів і кілець головних ідеалів, що мають єдиний простий ідеал, що є нільпотентним.
- Якщо R — область головних ідеалів, то два ненульові елементи a, b кільця R мають найбільший спільний лівий дільник (a, b) і найменше спільне праве кратне [а, b], які визначаються як елементи, що задовольняють рівності:

{\displaystyle aR+bR=(a,b)R;\quad aR\cap bR=[a,b]R.}
Елементи (а, b) і [а, b] єдині з точністю до оборотного правого множника.
- Область головних ідеалів є областю з однозначним розкладом на множники (факторіальним кільцем).
- Двосторонні ідеали області головних ідеалів утворюють щодо множення вільну комутативну напівгрупу з нулем і одиницею (породжуючими елементами цієї напівгрупи будуть максимальні ідеали кільця).
- Довільне кільце головних ідеалів є кільцем Нетер.

## Модулі над кільцем головних ідеалів
Підмодуль N вільного модуля М скінченного рангу n над кільцем головних ідеалів R є вільним модулем рангу {\displaystyle k\leq n} над R, і в модулях М і N можна так вибрати базиси {\displaystyle a_{1},a_{2},\ldots a_{n}} і {\displaystyle b_{1},b_{2},\ldots b_{k}}, що {\displaystyle b_{j}=e_{j}a_{j},\,1\leq j\leq k}, де {\displaystyle e_{j}\in R} і {\displaystyle e_{j}} — є повним (тобто {\displaystyle e_{j}R\cap Re_{j}\supseteq Re_{i}R}) дільником елементів {\displaystyle e_{i}} при j < i. 
Кожен скінченно породжений модуль K над R є прямою сумою циклічних модулів {\displaystyle R/e_{j}R,\quad 1\leq j\leq m} , де {\displaystyle e_{j}\in R} і {\displaystyle e_{j}} — повний дільник {\displaystyle e_{i}} при {\displaystyle j<i,e_{j}\neq 0}. Ця теорема узагальнює основну теорему про скінченнопороджені абелеві групи. 
Елементи {\displaystyle e_{j},\quad 1\leq j\leq m}, з попередньої теореми визначені однозначно з точністю до подібності. Ці елементи називаються інваріантними множниками модуля K.
Крім того, модуль K можна представити у вигляді прямої суми далі нерозкладних циклічних модулів {\displaystyle R/e_{j}R}, де {\displaystyle e_{j}\in R,\quad 1\leq j\leq k}. Елементи {\displaystyle e_{j},\quad 1\leq j\leq k}, визначені однозначно з точністю до подібності і називаються елементарними дільниками модуля К. Якщо область головних ідеалів R комутативна, то {\displaystyle q_{j}R=0} або {\displaystyle q_{j}R=p_{j}^{n_{j}},\quad 1\leq j\leq k}, де {\displaystyle p_{j}} - незвідні (прості) елементи кільця R. Із попередніх тверджень випливають звичайні властивості елементарних дільників і інваріантних множників лінійних перетворень скінченновимірних векторних просторів.